# 紅外暗雲

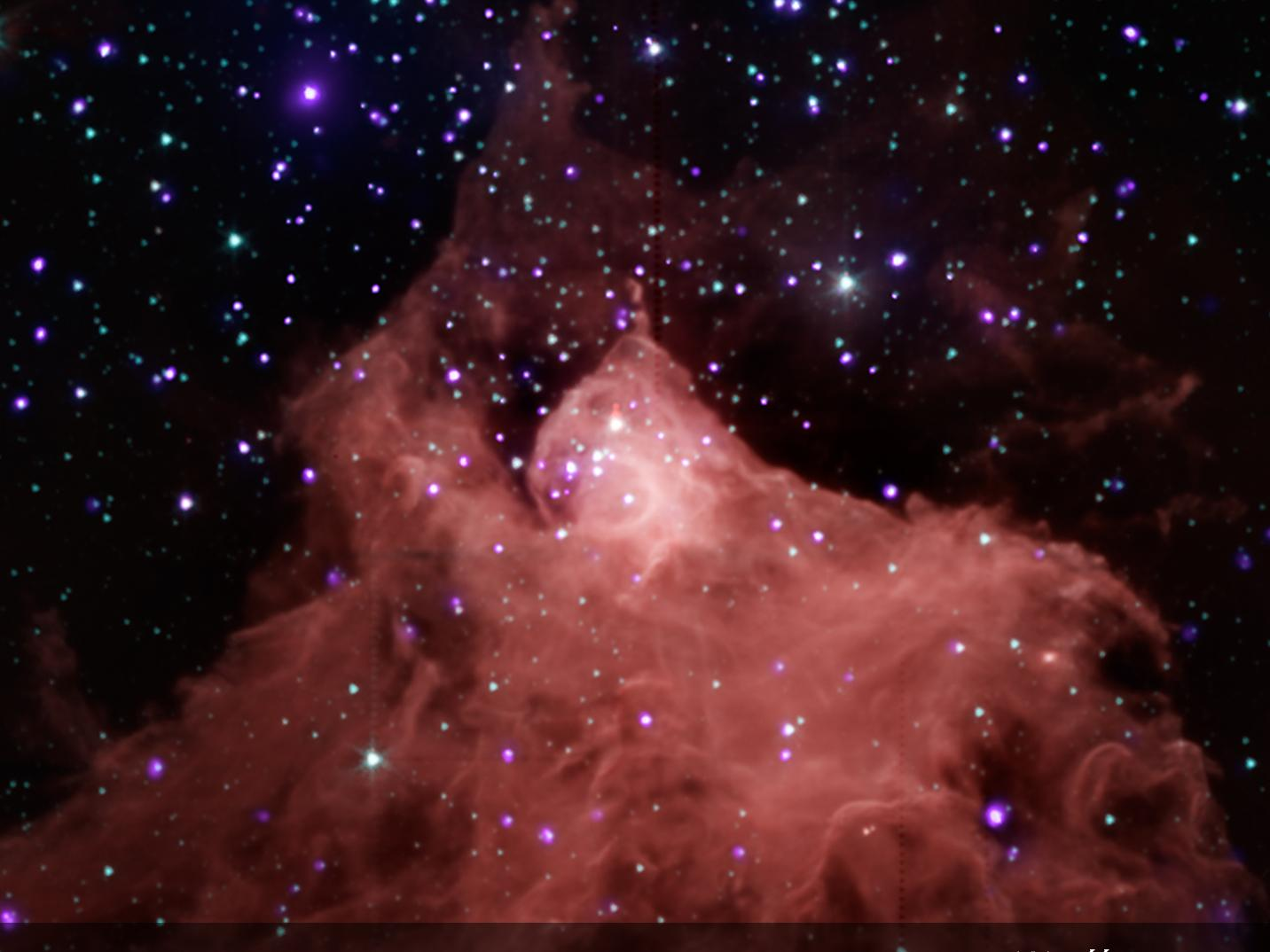
複合的影像顯示出圍繞在仙王座B附近的分子雲內和年輕的恆星。

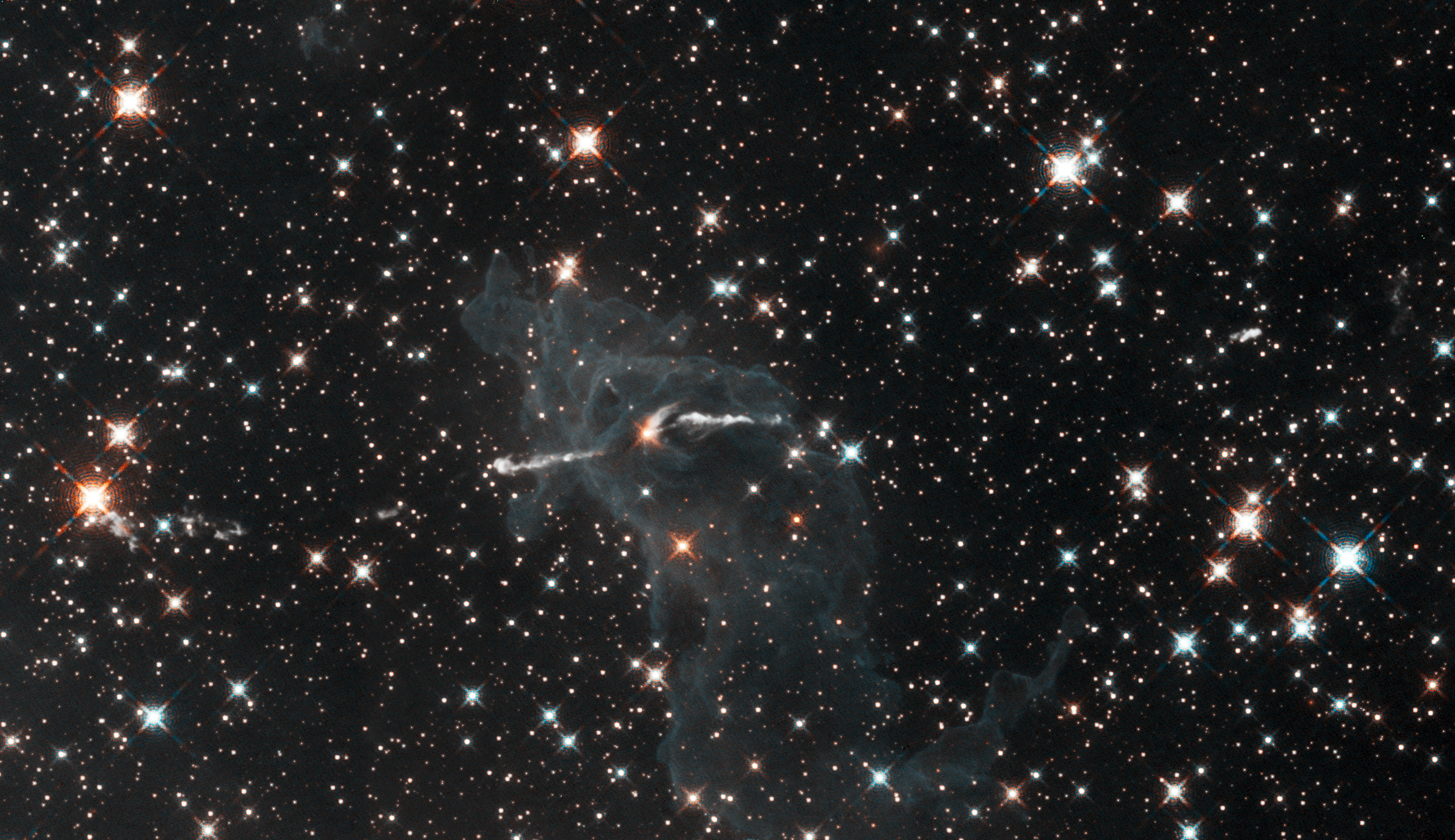
紅外線下的船底座星雲。

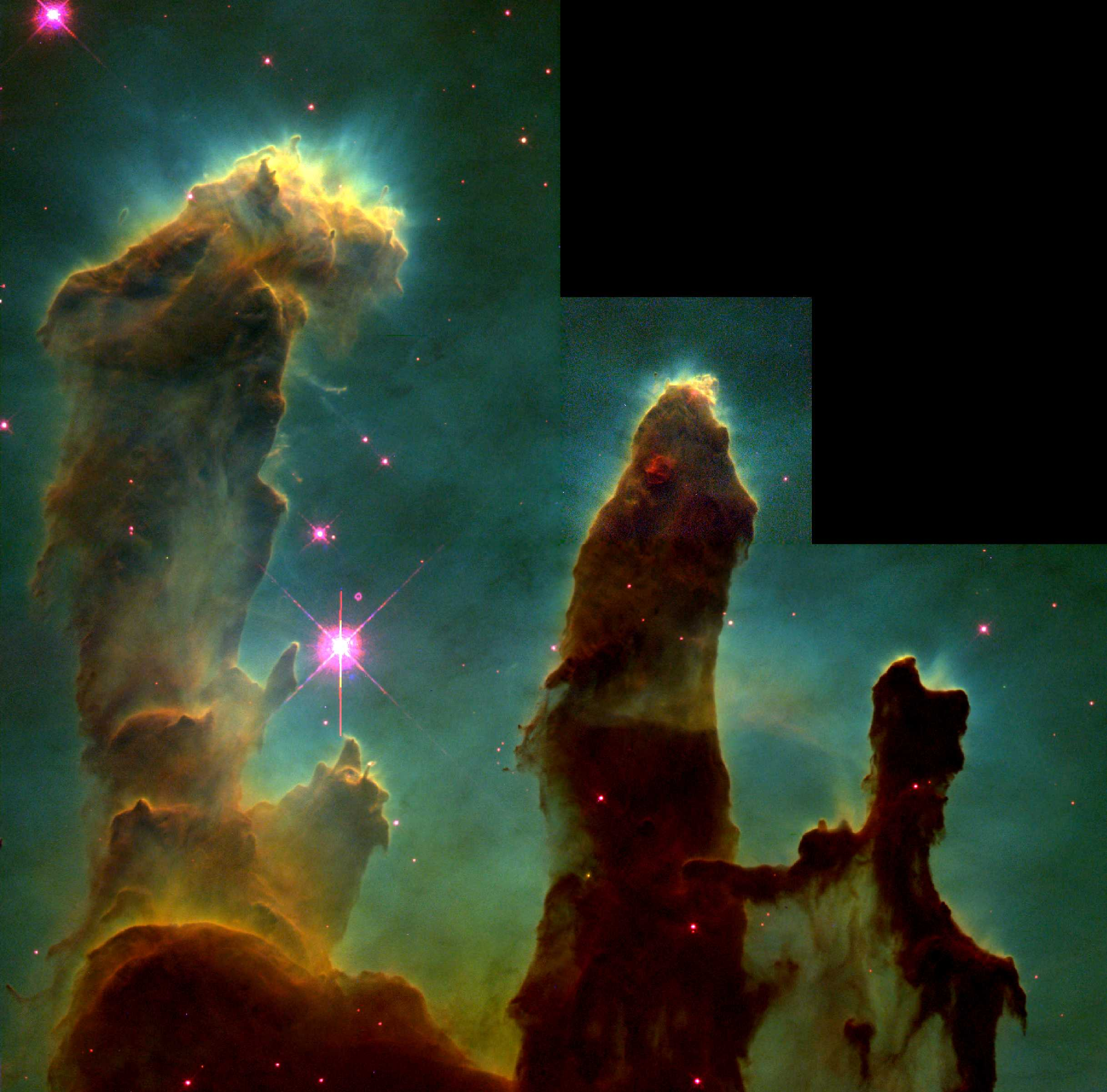
恆星形成。

紅外暗雲（infrared dark cloud，IRDC）是巨分子雲中的低溫、高密度區域，在銀河平面輻射的中紅外線照亮下可以看到它們的剪影。

## 發現
紅外暗雲是在1996年使用紅外線太空天文台（Infrared Space Observatory，ISO）發現的，因此還需要進一步的研究。

## 重要性
天文學家認為它們是代表大質量恆星形成的最早期階段，因此對了解恆星形成的整體過程至關重要。